# Alessandro Orologio
Alessandro Orologio (ou Alexander Horologius, né vers 1555 à San Giorgio della Richinvelda, mort en juin 1633 à Vienne), est un compositeur et un musicien italien.

## Biographie
Les documents racontent que Pellegrino, le père d'Alessandro, horloger, forgeron et armurier selon l'antique tradition de la famille, est venu en 1550 à Udine chez l'oncle Jacopo pour collaborer à la construction de la grande horloge de la Piazza San Giovanni (aujourd'hui Piazza Libertà). En 1553, après avoir terminé la construction du majestueux ensemble, Pellegrino da Aurava a reçu la charge de l'entretien de toutes les horloges publiques de la cité et a décidé, probablement pour cette raison, de s'installer définitivement à Udine avec toute sa famille, qui ainsi est entrée en rapport avec le milieu de la Compagnia degli strumentisti que la Communauté entretenait depuis 1379.
C'est dans ce contexte que Alessandro a reçu sa formation musicale et en même temps appris le métier de son père. En 1573, Alessandro pour ses remarquables dons techniques et musicaux, est entré de manière stable au sein de la Compagnie, se distinguant comme joueur d'instrument à vent et chanteur. Grâce à quelques documents conservés encore aujourd'hui à la Bibliothèque Municipale d'Udine, nous savons qu'à partir de 1574 après la mort du père, pour soutenir sa famille en grande difficulté économique, Alessandro a obtenu la charge de l'entretien des horloges de la cité, raison pour laquelle il a changé son nom d'Alessandro "da Aurava" en Alessandro "degli orologi" (des horloges). Peu après ce même musicien commencera à se signer sous le nom de Alessandro Orologio.
Les informations biographiques sur ce compositeur sont très maigres. Vers 1580, il était à la Cour de l'empereur Rodolphe II à Prague, cité dans la liste des musiciens de la Cour. Il y restera jusqu'en 1613. Il voyage à la Cour de Cassel (1594-1595) en tant que joueur d'instruments à vent. En 1603, il a été nommé vice-maître de la Cour à Prague.

## Compositions (publiées àVenise)
Orologio s'illustra en son temps comme un musicien instrumental en mesure de se produire et de composer dans une grande variété de genres. Il était un compositeur habile pour la voix, et ses œuvres sont marquées par des imitations très ressemblantes. Il a fait peu usage du chromatisme, qui était à la mode à son époque. Ses œuvres ont été collectées et éditées par F. Colussi en 1992.
- I Libro de Madrigali a 5 voci (1586)
- II Libro de Madrigali a 4-6 voci (contient également Fiamma d'amor de R. Michael), Dresde (1589)
- Canzonette a 3 voci Libro I (1593)
- Canzonette a 3 voci Libro II (1594)
- Libro II dei Madrigali a 5 voci (1595)
- Canzonette a 3 voci ...intavolate per sonar di liuto (1596)
- Intrade... 5 et 6 voci quarum in ommi genere instrumentorum musicorum usus potest, Liber I (Helmstedt, 1597)
- III Libro de Madrigali a 5 et 6 voci (1616)

### Musique sacrée
- Cantica Sion a 8 voci (1627)

### Manuscrit
- Miserere a 5 voci

## Discographie
- Primo Libro delle Canzonette a tre Voci (1593) / Intrade a Cinque Voci (1597) (CD) Gian Paolo Fagotto. Arts. 1999

## Source de la traduction
- (it) Cet article est partiellement ou en totalité issu de l’article de Wikipédia en italien intitulé « Alessandro Orologio » (voir la liste des auteurs).